# Daniel Bell
Daniel Bell (ur. 10 maja 1919 w Nowym Jorku, zm. 25 stycznia 2011 w Cambridge, Massachusetts) – amerykański socjolog, profesor Columbia University w Nowym Jorku (1959–69) oraz Harvard University w Cambridge (od 1969). Jest jednym z twórców koncepcji społeczeństwa poprzemysłowego oraz „końca wieku ideologii”.

## Najważniejsze prace
- The End of Ideology (1960)
- The Coming of Post-Industrial Society (1973)
- The Cultural Contradictions of Capitalism (1976)

## Tłumaczenia na język polski
- Praca i jej gorycze: Kult wydajności w Ameryce, przeł. Czesław Miłosz, (Works and Discontents), Paryż 1957, Instytut Literacki, Seria wydawnicza: Biblioteka „Kultury” (tom 25).
- Dwanaście sposobów przewidywania w naukach społecznych, tł. z fr. Hubert Krzyżanowski, Warszawa 1966, Polska Akademia Nauk. Ośrodek Planowania i Koordynacji Badań Naukowych.
- Nadejście społeczeństwa postindustrialnego. Próba prognozowania społecznego, Warszawa 1975, Instytut Badania Współczesnych Problemów Kapitalizmu (The Coming of Post-Industrial Society, 1973).
- Powrót sacrum, „Znak” 1983, nr 9, s. 1377–1391 oraz Poznań 1985 „Głosy”.
- Kulturowe sprzeczności kapitalizmu Wyd I: (Kulturalne sprzeczności kapitalizmu) Warszawa 1978 Instytut Badania Współczesnych Problemów Kapitalizmu, Wyd II: Warszawa 1994, 1998, Wyd. PWN, ISBN 83-01-11359-6 (The Cultural Contradictions of Capitalism, 1976).